# Dekameron (film)
A Dekameron (eredeti cím: Il Decameron) 1971-ben bemutatott színes, olasz–francia–nyugatnémet film. Eredeti címe: Il Decameron / Le Décaméron / Decameron. Pier Paolo Pasolini, olasz rendező tíz novellát filmesített meg Giovanni Boccaccio azonos című klasszikus novellafüzéréből (lásd: Dekameron), terjedelmi okok miatt azonban az egyik történetet végül kivágta a filmből. A Dekameron Az Élet trilógiája összefoglaló címmel ismert Pasolini-alkotások első darabja, melyet az 1971-es nyugat-berlini filmfesztiválon Ezüst Medve díjjal tüntettek ki. A trilógia másik két részéhez, a Canterbury mesékhez (1972) és Az Ezeregyéjszaka virágaihoz (1974) hasonlóan a Dekameron is javarészt amatőr szereplőkkel készült.

## Háttér-információk

### Az irodalmi mű
A Boccaccio által kb. 1348 és 1353 között írt Dekameron keretcselekménye szerint 7 nő és 3 férfi egy vidéki kastélyba menekül az 1348-as firenzei pestisjárvány elől. Itt történetek mesélésével szórakoztatják egymást. Az elbeszélések témáját az előző este megválasztott király vagy királynő határozza meg. Mindenki mindennap mond egy-egy mesét, így 10 nap alatt 100 történet hangzik el. Élet és halál sajátos körforgása jellemzi a meséket, ám mindenkor az Élet kerekedik felül. A reneszánsz szellemiségével összhangban a Dekameron az élet örömeihez való jogot, a túlvilági léttel szemben (mellett) az evilági örömök fontosságát, sőt elsődlegességét hangsúlyozza. Boccaccio elsősorban a történetek előadásában jeleskedett, magukat a mesélőket nem jellemezte alaposabban: a 7 hölgy és 3 ifjú ugyanazt a társadalmi osztályt képviseli. Ebből a szempontból a Dekameron kicsit ellentéte Geoffrey Chaucer később keletkezett, hasonló művének, a Canterbury meséknek, ahol a mesélők a társadalom legkülönbözőbb rétegeit képviselő, karakteres figurák.

### A megfilmesített novellák
Második nap, ötödik novella: Andreuccio da Perugia Nápolyba jön, hogy lovakat vásároljon, egy éjszaka során háromszor kerül kemény veszedelembe, valamennyiből megmenekül, s egy rubinkővel hazatér.
Harmadik nap, első novella: Massetto da Lamporecchio némának tetteti magát, s kertésznek áll valamely apácakolostorba; az apácák pedig mind versengenek abban, hogy véle háljanak.
Hetedik nap, második novella: Peronella hordóba bújtatja kedvesét, mikor a férje hazatér; mivel pedig a férj a hordót eladta, az asszony azt mondja, hogy ő is eladta valakinek, aki éppen benne van, és megvizsgálja, vajon ép-e. Akkor az illető kibújik, a hordót a férjjel kitisztogattatja, és hazaviteti házába.
Első nap, első novella: Ser Cepparrello hamis gyónással becsap egy szent barátot és meghal; halála után pedig szentnek tisztelik, holott életében igen gonosz ember volt, és Szent Ciappellettónak nevezik.
Hatodik nap, ötödik novella: Forese da Rabatta uram és Giotto mester, a festő, Mugellóból jövet, tréfálkozván, csipkedik egymást ágrólszakadt külsejök miatt.
Ötödik nap, negyedik novella: Lizio da Valbona úr ott lepi leányánál Ricciardo Manardit; akkor ez feleségül veszi a leányt, annak atyjával pedig megbékél.
Negyedik nap, ötödik novella: Lisabetta bátyjai megölik annak kedvesét: ki is megjelenik a leánynak álmában, s megmutatja néki, hol vagyon eltemetve. A leány titokban kiássa annak fejét, s valamely bazsalikomcserépbe helyezi; ott zokog felette álló óra hosszat minden áldott nap, mígnem bátyjai elveszik tőle, s akkor a leány kevés idő múltán meghal bánatában.
Kilencedik nap, tizedik novella: Donno Gianni di Barolo varázslatot végez Pietro koma kívánságára, hogy ennek feleségét kancává változtassa; és mikor arra kerül a sor, hogy a farkat is rávarázsolja, Pietro koma beleszól, hogy neki nem kell a farok, s ezzel elrontja az egész varázslatot.
Hetedik nap, tizedik novella: Két sienai ifjú szeret egy hölgyet, ki komaasszonya az egyiknek; a koma meghal, s ígérete szerint megjelenik cimborájának, és elmeséli neki, miképpen megyen sora a másvilágon.

### A forgatásról

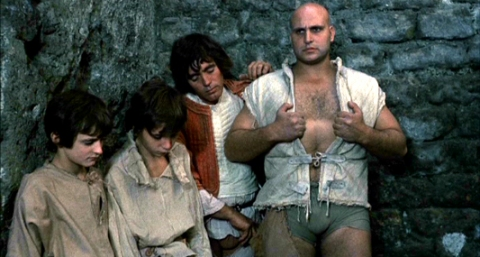
Ser Cepparrello munka közben (Franco Citti)

Az Élet trilógiája könnyed és vidám hangvételével sajátos színfoltot képvisel Pasolini javarészt komor hangvételű, nyomasztó életművében. Mégsem valamiféle felületes, l’art pour l’art vidámkodásról van szó: a trilógia darabjai nagyon is szorosan kapcsolódnak a rendező többi alkotásához. Pasolini első két filmje, A csóró (1961) és a Mamma Róma (1962) a szegények, nincstelenek és kitaszítottak világába vezeti a nézőt, egy olyan miliőbe, amely minden negatívumával is vonzóbb és értékesebb a rendező számára, mint a polgári társadalom, melynek csődjét olyan alkotásokban fogalmazta meg, mint a Teoréma (1968), a Disznóól (1969) és a Salò, avagy Szodoma 120 napja (1975). A trilógia filmjei visszatérést jelentenek az emberiség ősi, alapvető értékeihez (mindenekelőtt a nemiséghez), melyek segítségével – Pasolini elképzelése szerint – újra lehet értelmezni az embert és a társadalmat. Maga sem tagadta azonban, hogy a filmek elkészítésében „a mesélés öröme” is fontos szempont volt számára.
Boccaccio novellái közül Pasolini maga válogatta ki a megfilmesítendő történeteket. Kizárólag olyan írásokat választott, melyek hősei a „nép” gyermekei, egyszerű emberek, nem pedig előkelőségek. Eredeti elképzelése szerint három részből állt volna a film, összesen 15 történettel. Ezek három szereplő (Ciappelletto, Chichibio és Giotto) alakja köré épültek volna. Később úgy döntött, hogy Chichibio személye kimarad, és 15 helyett csak 10 novellát filmesít meg, melyeket más elképzelések szerint csoportosított a megmaradt két központi figura köré. Ciappelletto személyére épül az első rész, vagyis az első négy történet. Ezután lép színre Giotto, aki a további öt történetet oly módon fogja keretbe, hogy tervezett freskóján megörökíti a mesék szereplőit. Giotto szerepét maga Pasolini játssza, egyfajta önéletrajzi jelleget kölcsönözve ezáltal az egész filmnek. Giotto egyébként a reneszánsz első évszázada, a trecento meghatározó művésze volt: Pasolini a Dekameron álomjelenetét Giotto Utolsó ítélet című freskója alapján komponálta meg.

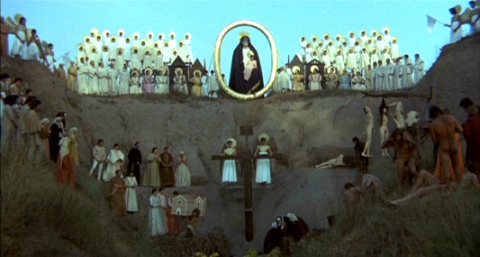
Utolsó ítélet, ahogyan a filmben Giotto megálmodja

A forgatás helyszínéül a rendező Nápolyt választotta, egyes részleteket azonban Olaszország más helyszínein (Sorrento, Caserta stb.), illetve a franciaországi Loire-völgyben vettek fel, de forgattak Tirolban is. Pasolini alapvetően amatőr szereplőkkel kívánta megvalósítani a Dekameront. Nem igazán anyagi okokból, hanem azért, hogy még hitelesebb, még természetesebb legyen a film, és még inkább kidomborítsa velük azt az alapgondolatot, hogy a legősibb emberi értékek romlatlan formában az egyszerű emberek között fedezhetők fel leginkább. Filmjének szereplőit Nápolyban kutatta fel, az utcákat járva. Mivel állítólag a magánéletben félénk természetű volt, e sétákra elkísérte barátja, Ninetto Davoli is. Ha Pasolini alkalmasnak látott valakit, Davoli ment oda az illetőhöz, hogy szóba elegyedjen vele. A rendező ezalatt távolról, két-két ujját merőlegesen egymásra helyezve, azokkal a felvevőgépet utánozva, vette szemügyre a kiszemelt amatőrt. Ha e fura teszteléssel elégedett volt, ő is odament a kiválasztott személyhez, és elmondta, miről van szó. Ezzel a módszerrel mintegy 40 amatőrt toboroztak, akik mellett hivatásos színészek is szerepeltek a filmben. Davoli mellett például Pasolini másik jó barátja, Franco Citti (ő is amatőrként került a filmvilágba, akárcsak Ninetto), a temperamentumos, énekesnőként sem ismeretlen Angela Luce, illetve a Madonna villanásnyi szerepében a finom szépségű Silvana Mangano. A gyóntatópap szerepét Pasolini barátja, Giuseppe Zigaina vállalta. A rendező 1975-ben történt brutális meggyilkolása után egyébként Zigaina állt elő azzal az elmélettel, mely szerint Pasolini tudatosan készült a halálra, megválasztva annak módját és helyét.
A forgatás 1970 szeptemberében és októberében zajlott. Pasolini igen tág teret adott az improvizációra. Nem adott szigorú instrukciókat, csupán elmesélte az adott történetet, és a színészekre bízta, hogyan játsszák el azt. A Dekameront az 1971-es nyugat-berlini filmfesztiválon mutatták be először, ahol elnyerte a zsűri különdíját, az Ezüst Medvét. Magyarországon a budapesti Filmmúzeum tűzte műsorra az 1970-es évek első felében: hetente három hétköznap este 10 órai kezdéssel vetítették, óriási érdeklődés mellett, közel egy évtizeden át.

### Kivágott jelenet

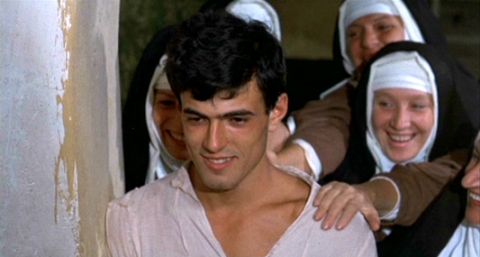
A „néma” kertész az apácák között (Vincenzo Amato)

Pasolini eredetileg egy tizedik történetet is megfilmesített, a harmadik nap tizedik novelláját: „Valamely Alibech nevezetű leány remetének áll, Rustico barát pedig megtanítja, hogyan kell az ördögöt visszakergetni a pokolba; annak utána elviszik onnét, és Neerbal felesége lesz.” Rustico szerepét Jovan Jovanovic jugoszláv filmrendezőre osztotta, Alibech megformálására pedig egy amatőrt választott Patrizia Cepparelli személyében. A pikáns epizódot a jemeni Szanaa közelében vették fel, ahol Pasolini Szanaa falai címmel egy rövidfilmet is forgatott, s ahová Az Ezeregyéjszaka virágai forgatása során újra visszatért. (Pasolini: „Szanaa olyan, mint Velence, víz helyett homokra építve.”) Az 1971-es nyugat-berlini filmfesztiválon bemutatott változatban állítólag még szerepelt ez az epizód, de a producer úgy találta, hogy a film így túl hosszú. Ő azt javasolta, hogy Lisabetta történetét vágják ki a filmből, mivel kissé komorabb hangvételével elüt a mű alapvetően derűs stílusától. Pasolini azonban úgy döntött, hogy az Alibech-epizódot vágja ki, mivel az erotikusan túlfűtött történet alighanem egyébként is a cenzúra áldozatául esett volna, ráadásul képi világával kissé kilógott a többi, javarészt Nápolyban felvett epizód közül. Állítólag a kivágott jelenet eltűnt, csupán stand- és forgatási fotók maradtak fenn róla. 2005-ben mutatták be az Il corpo perduto di Alibech (Alibech elveszett teste) című dokumentumfilmet, melynek alkotói megkísérelték rekonstruálni az elveszett epizódot Pasolini egykori munkatársainak visszaemlékezései és a fennmaradt fotók alapján. Nem elképzelhetetlen, hogy a kivágott epizód valamelyik külföldi archívum mélyén lapul, és egyszer éppúgy előkerül majd, mint a Médea (1969) vagy Az Ezeregyéjszaka virágai kivágott jelenetei, melyek a francia DVD-verziókon szerepelnek.

### Folytatások
Pasolini tematikailag folytatta a Dekameront a Canterbury mesék és Az Ezeregyéjszaka virágai című alkotásaival. Filmje azonban olyan nagy nemzetközi sikert aratott, hogy 1972-ben három „folytatás” is készült hozzá Boccaccio művének felhasználásával: Decameron No. 2. – Le altre novelle di Boccaccio (rendező: Mino Guerrini), Il Decameron No. 3. – Le più belle donne di Boccaccio (rendező: Italo Alfaro), Decameron No. 4. – Le belle novelle di Boccaccio (rendező: Paolo Bianchini). E folytatásokból azonban már hiányzott mindaz, ami Pasolini verzióját a művészet szférájába emelte: a pajzánkodásra helyezték a hangsúlyt, és a gyors üzleti siker érdekében születettek.
2006-ban, Olaszországban forgattak újabb filmet Boccaccio novellái alapján. Az amerikai érdekeltségű produkció rendezője, David Leland ugyan azt nyilatkozta, hogy Pasolini alkotását tekinti követendő példának, és ilyen értelemben remake-ről van szó, azonban céljai és művészi eszközei mások. Nem tartotta kizártnak, hogy az általa készített verzió – Szűzlányok ajándéka (Virgin Territory) – ugyancsak korhatáros film lesz az Amerikai Egyesült Államokban, akárcsak évtizedekkel korábban Pasolinié. Leland produkciójának sztárjai: Hayden Christensen, Mischa Barton és Tim Roth. A hosszas huzavona és többszöri címváltoztatás után bemutatott film javarészt kedvezőtlen kritikákat kapott, számos országban – így Magyarországon is – a moziforgalmazás helyett egyenesen DVD-n jelent meg.

## Szereplők

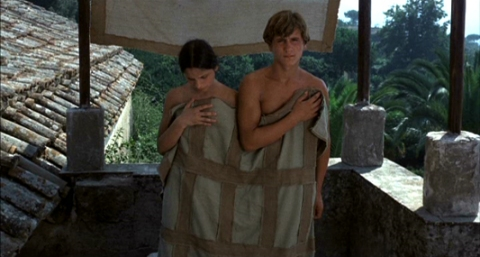
A rajtakapott szerelmesek

- Ninetto Davoli (Andreuccio da Perugia) .... magyar hangja: Görög László
- Franco Citti (Ciappelletto) .... magyar hangja: Csankó Zoltán
- Angela Luce (Peronella) .... magyar hangja: Kiss Erika
- Vincenzo Amato (Masetto, a kertész) .... magyar hangja: Széles Tamás
- Giuseppe Zigaina (a gyóntató atya) .... magyar hangja: Koroknay Géza
- Pier Paolo Pasolini (Giotto) .... magyar hangja: Kristóf Tibor
- Vittorio Vittori (Don Gianni)
- Vincenzo Ferrigno (Giannello)
- Elisabetta Genovese (Caterina) (nincs feltüntetve a stáblistán) .... magyar hangja: Csuha Bori
- Silvana Mangano (Madonna) (nincs feltüntetve a stáblistán)
- Patrizia Cepparelli (Alibech) (kivágott jelenetben)
- Jovan Jovanovic (Rustico) (kivágott jelenetben)